# Elektrischer Betriebsraum
Als elektrischer Betriebsraum wird ein Raum oder Betriebsbereich bezeichnet, der zur Aufstellung von Anlagen zur Erzeugung oder Verteilung elektrischer Energie oder zur Aufstellung von zentralen Batterieanlagen dient. Die Anforderungen an solche Räume hat die Bauministerkonferenz im Muster einer Verordnung über den Bau von Betriebsräumen für elektrische Anlagen (MEltBauVO) definiert. Die MEltBauVO wurde von den Bundesländern direkt, mit landesspezifischen Anpassungen oder in anderer Form übernommen und eingeführt.
Grundsätzlich sind folgende Anlagen in elektrischen Betriebsräumen unterzubringen:
1. Transformatoren und Schaltanlagen für Nennspannungen über 1 kV,
2. ortsfeste Stromerzeugungsaggregaten für bauordnungsrechtlich vorgeschriebene sicherheitstechnische Anlagen (z. B. Sprinkleranlagen, Rauch- und Wärmeabzugsanlagen, Aufzugsanlagen) und für
3. zentrale Batterieanlagen von bauordnungsrechtlich vorgeschriebene sicherheitstechnischen Anlagen (z. B. von Sicherheitsbeleuchtungs-, Brandmeldeanlagen oder Batteriespeichern).

Neben allgemeinen Anforderungen (etwa Anordnung, Lage, Lüftung, Wasserschutz) werden auch notwendige Eigenschaften hinsichtlich des vorbeugenden Brandschutzes (etwa Feuerwiderstand) beschrieben. Im Rahmen der Betriebssicherheitsverordnung und einer betrieblichen Gefährdungsbeurteilung kann der Zugang zu Betriebsräumen reglementiert sein. Im Regelfall sind aus Sicherheitsgründen diese Räume nur bestimmten und geschulten Personen (z. B. Elektrofachkräften) zugänglich.

## Kennzeichnung

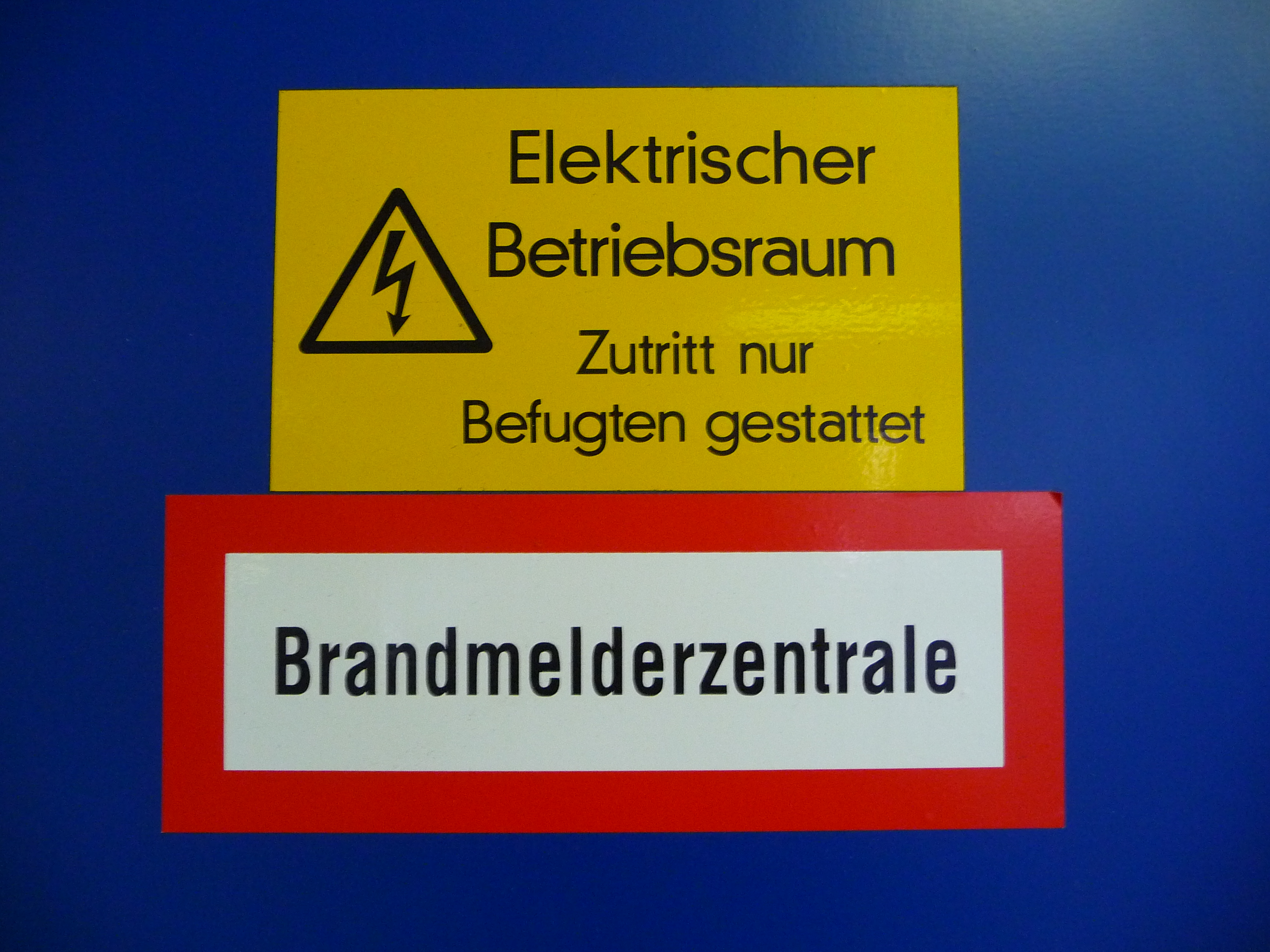
Aktuelle Kennzeichnung
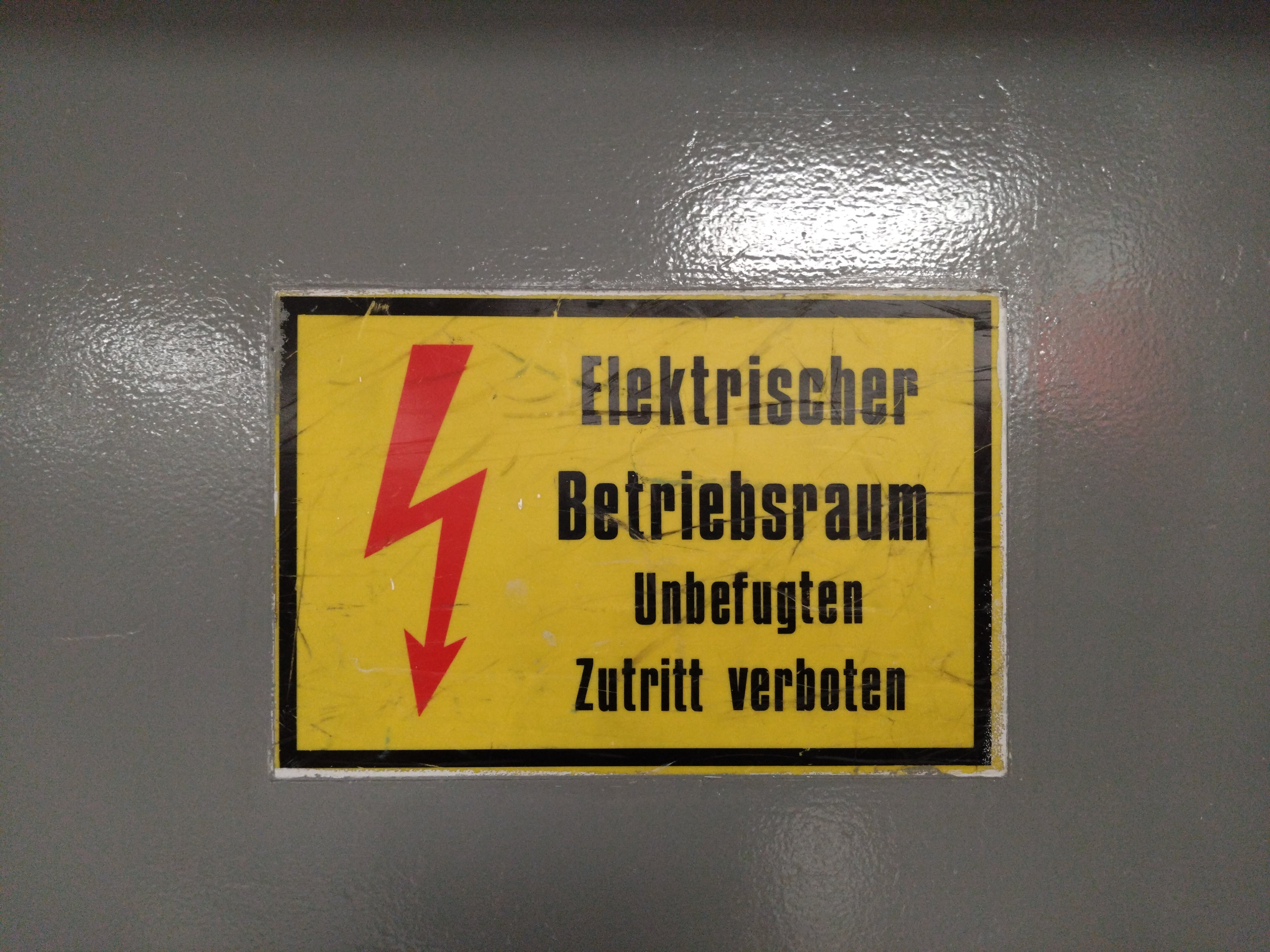
Veraltete Kennzeichnung mit rotem Blitzpfeil
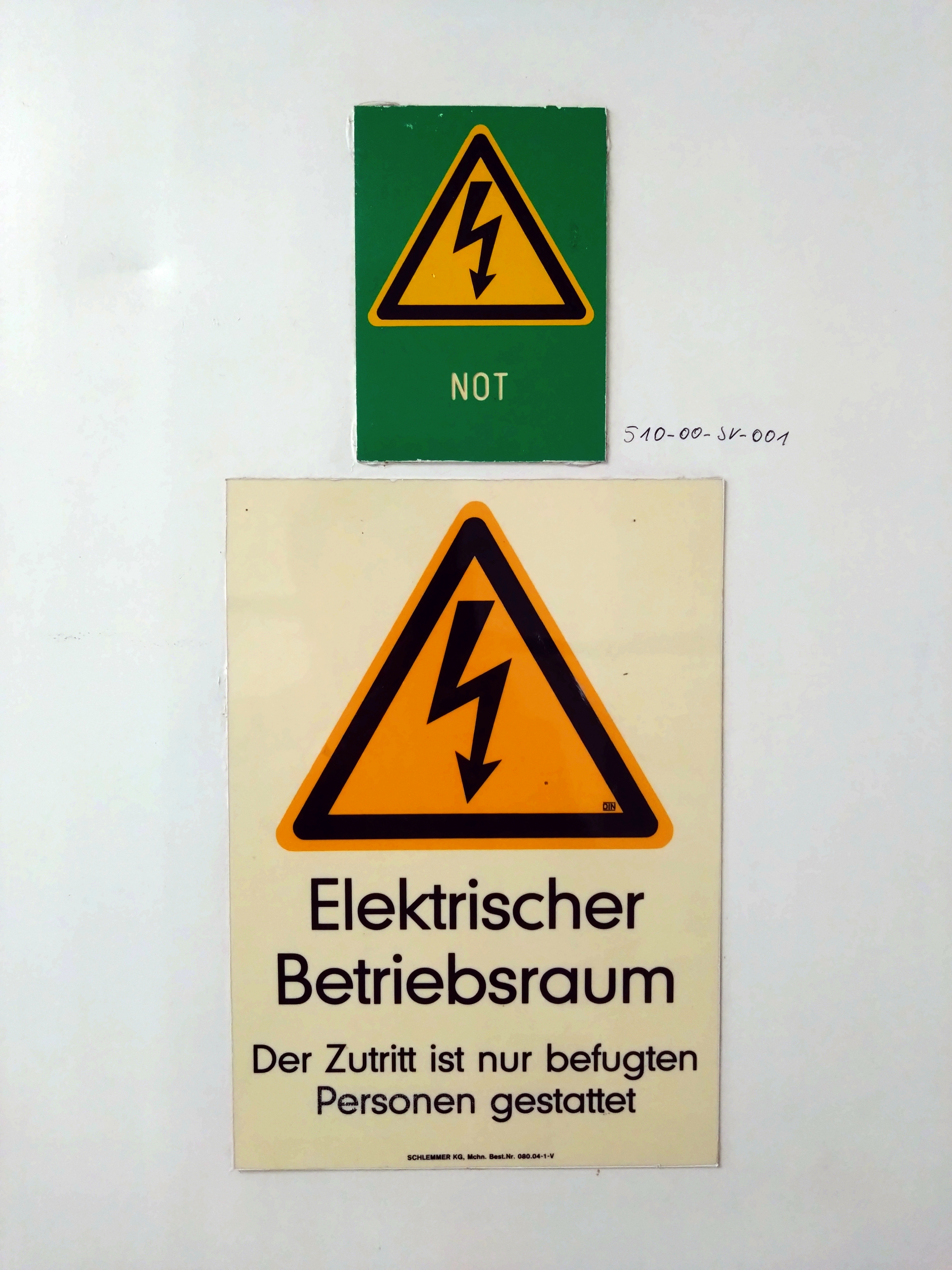
Veraltete Kennzeichnung mit Warnzeichen nach DIN 4844-2, zusätzlich Kennzeichnung Notstrom